# Liste der niederländischen Kolonialminister
Liste der niederländischen Kolonialminister 1848–1945.
| Kabinett                                      | Amtszeit  | Minister |
| --------------------------------------------- | --------- | --- |
| Kabinett Schimmelpenninck                     | 1848      | Julius Constantijn Rijk                                                                                         |
| Kabinett De Kempenaer/Donker Curtius          | 1848–1849 | Guillaume Louis Baud / Engelbertus Batavus van den Bosch                                                        |
| Kabinett Thorbecke I                          | 1849–1853 | Charles Ferdinand Pahud                                                                                         |
| Kabinett Van Hall/Donker Curtius              | 1853–1856 | Charles Ferdinand Pahud / Pieter Mijer                                                                          |
| Kabinett Van der Brugghen                     | 1856–1858 | Pieter Mijer |
| Kabinett Rochussen                            | 1858–1860 | Jan Jacob Rochussen                                                                                             |
| Kabinett Van Hall/Van Heemstra                | 1860–1861 | Jan Jacob Rochussen / Johannes Servaas Lotsy (komm.) / Jean Pierre Cornets de Groot van Kraaijenburg            |
| Kabinett Van Zuylen van Nijevelt/Van Heemstra | 1861–1862 | James Loudon |
| Kabinett Thorbecke II                         | 1862–1866 | Gerhard Hendrik Uhlenbeck / Gerardus Henri Betz (komm.) / Isaäc Dignus Fransen van de Putte                     |
| Kabinett Fransen van de Putte                 | 1866      | Isaäc Dignus Fransen van de Putte                                                                               |
| Kabinett Van Zuylen van Nijevelt              | 1866–1868 | Pieter Mijer / Nicolaas Trakranen / Johannes Jerphaas Hasselman                                                 |
| Kabinett Van Bosse/Fock                       | 1868–1871 | Engelbertus de Waal / Lodewijk Gerard Brocx                                                                     |
| Kabinett Thorbecke III                        | 1871–1872 | Pieter Philip van Bosse                                                                                         |
| Kabinett De Vries/Fransen van de Putte        | 1872–1874 | Isaäc Dignus Fransen van de Putte                                                                               |
| Kabinett Heemskerk/Van Lynden van Sandenburg  | 1874–1877 | Willem van Goltstein van Oldenaller / Fokko Alting Mees                                                         |
| Kabinett Kappeyne van de Coppello             | 1877–1879 | Pieter Philip van Bosse / Hendrikus Octavius Wichers / Otto van Rees                                            |
| Kabinett Van Lynden van Sandenburg            | 1879–1883 | Willem van Goltstein van Oldenaller / Willem Maurits de Brauw / Willem Frederik van Erp Taalman Kip (komm.)     |
| Kabinett Heemskerk Azn.                       | 1883–1888 | Franciscus Gerard van Bloemen Waanders / August Willem Philip Weitzel (komm.) / Jacobus Petrus Sprenger van Eyk |
| Kabinett Mackay                               | 1888–1891 | Levinus Wilhelmus Christiaan Keuchenius / Æneas Mackay jr.                                                      |
| Kabinett Van Tienhoven                        | 1891–1894 | Willem Karel van Dedem                                                                                          |
| Kabinett Röell                                | 1894–1897 | Jacob Hendrik Bergsma                                                                                           |
| Kabinett Pierson                              | 1897–1901 | Jacob Theodoor Cremer                                                                                           |
| Kabinett Kuyper                               | 1901–1905 | Titus van Asch van Wijck / Johannes Willem Bergansius (komm.) / Alexander Willem Frederik Idenburg              |
| Kabinett De Meester                           | 1905–1908 | Dirk Fock |
| Kabinett Heemskerk                            | 1908–1913 | Theodorus Heemskerk (komm.) / Alexander Willem Frederik Idenburg / Jan Hendrik de Waal Malefijt                 |
| Kabinett Cort van der Linden                  | 1913–1918 | Thomas Bastiaan Pleyte / Jean Jacques Rambonnet                                                                 |
| Kabinett Ruijs de Beerenbrouck I              | 1918–1922 | Alexander Willem Frederik Idenburg / Charles Ruijs de Beerenbrouck (komm.) / Simon de Graaff                    |
| Kabinett Ruijs de Beerenbrouck II             | 1922–1925 | Simon de Graaff                                                                                                 |
| Kabinett Colijn I                             | 1925–1926 | Hendrikus Colijn (komm.) / Charles Welter                                                                       |
| Kabinett De Geer I                            | 1926–1929 | Jacob Christiaan Koningsberger                                                                                  |
| Kabinett Ruijs de Beerenbrouck III            | 1929–1933 | Simon de Graaff                                                                                                 |
| Kabinett Colijn II                            | 1933–1935 | Hendrik Colijn                                                                                                  |
| Kabinett Colijn III                           | 1935–1937 | Hendrik Colijn                                                                                                  |
| Kabinett Colijn IV                            | 1937–1939 | Charles Welter                                                                                                  |
| Kabinett Colijn V                             | 1939      | Cornelis van den Bussche                                                                                        |
| Kabinett De Geer II                           | 1939–1940 | Charles Welter                                                                                                  |
| Kabinett Gerbrandy I                          | 1940–1941 | Charles Welter                                                                                                  |
| Kabinett Gerbrandy II                         | 1941–1945 | Charles Welter / Pieter Sjoerds Gerbrandy / Hubertus van Mook                                                   |